# Les Saltimbanques
Les Saltimbanques (deutsch Die Gaukler) ist ein Gemälde des spanischen Malers Pablo Picasso aus dem Jahr 1905; es gilt als sein Hauptwerk aus der Zeit der Rosa Periode. Das 212 × 229 Zentimeter große Gemälde ist im Bestand der National Gallery of Art in Washington, D.C.

## Beschreibung
Das Ölgemälde auf Leinwand zeigt eine trostlose Dünenlandschaft unter stark bewölktem blauem Himmel, in der eine Gruppe von fünf Gauklern steht, die sich offensichtlich bereitmacht, weiterzuziehen. Unter ihnen ist ein kleines Mädchen in kurzem Rock, dessen rechte Hand einen Blumenkorb berührt, während ihre linke Hand von einem Harlekin im rhombengeschmückten Anzug umfasst wird. Beide kehren dem Betrachter den Rücken zu. Neben ihnen steht ein kräftiger älterer Mann in rotem Clownsgewand mit passender Zipfelmütze, der einen Sack schultert. In geringem Abstand folgt ein junger Mann, der nur mit einer dunklen kurzen Hose bekleidet ist und eine Trommel auf seinen Schultern trägt. Er dominiert die Mitte des Bildes. Ein Junge im blauen Gewand und mit spitzen schwarzen Schuhen steht mit hängenden Armen neben ihm. Am rechten Bildrand sitzt ein junges Mädchen mit Strohhut, die auffällig von der Menschengruppe getrennt ist, sie schaut in die Weite, als gehöre sie nicht zur Gruppe. Neben ihrem langen, roten Rock ist ein Tonkrug platziert. Die Leere der Landschaft steigert die Plastizität der Gruppe.

## Zur Geschichte des Gemäldes

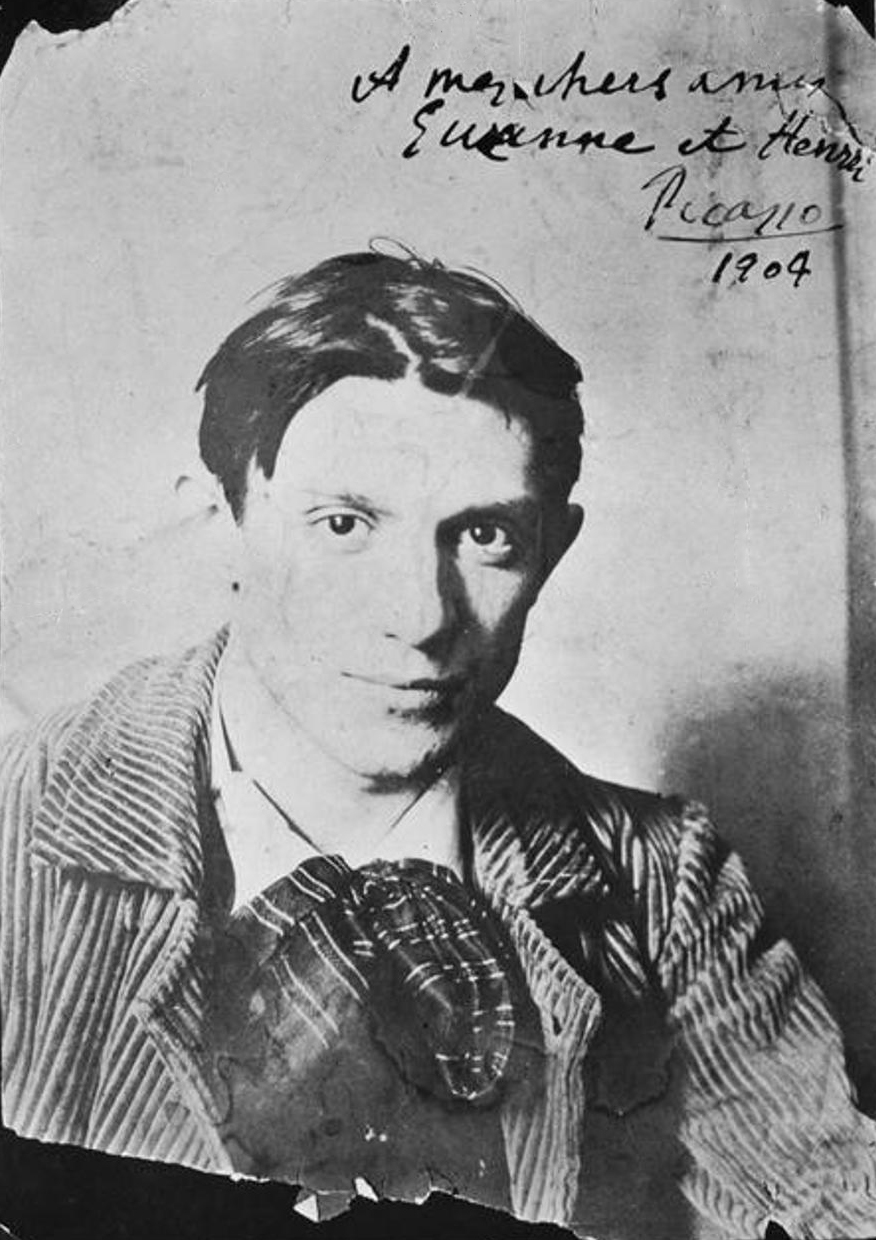
Pablo Picasso, 1904

Gegen Ende des Jahres 1904 hatte Picasso mit ersten Skizzen begonnen. Wie seine Studien beweisen, war anfangs nicht klar, ob die Gestaltung auf eine einzelne Szene oder ein Gruppenporträt gerichtet war. Einige Entwürfe lassen ein Pferderennen im Hintergrund erkennen. Auf dem Gemälde lassen sich Rückstände von Übermalungen oder Korrekturen erkennen, die der Künstler zum Teil sichtbar ließ. Bildelemente wie etwa ein Ofen oder Zirkuswagen wurden getilgt, sodass die Gruppe in einer verlassenen Landschaft dargestellt wird. Möglicherweise manifestieren sich hier Eindrücke, die Picasso von einer Reise im Juni und Juli des Jahres 1905 nach Holland unternommen hatte, wo er erstmals Dünenlandschaften sah. Die Idee zu dieser Reise hatten ihm der holländische Maler Kees van Dongen, der wie Picasso im Bateau-Lavoir in Paris sein Atelier hatte, und der Journalist Tom Schilperoort vermittelt. Die heutige Fassung lässt in der linken Harlekinfigur ein Selbstporträt Picassos vermuten, während die kräftige Figur neben ihm als der Clown El Tio Pepe aus dem Zirkus Médrano bezeichnet wird.
Picassos Freund, der Dichter Guillaume Apollinaire, hatte ihm 1905 Auszüge aus seinem 1913 erscheinenden Gedichtband Alcools, nämlich die Gedichte Saltimbanques und Crépuscule, zugesandt, deren Verse durch lyrische Bilder vom fahrenden Volk und vom Harlekin Picasso zusätzlich sein Interesse für artistische Themen beeinflusst haben mögen.
Das Werk wurde 1905 von der Sammlergemeinschaft „La Peau de l’Ours“ (Das Bärenfell), maßgeblich durch André Level geführt, für den damals relativ hohen Preis von 1.000 Franc erworben. Picasso galt als vielversprechender Maler der Moderne, war aber noch entfernt vom Ruhm späterer Jahre. Im Jahr 1914 wurde das Werk am 2. März im Rahmen der Sammlungsauflösung von 145 Werken im Auktionshaus Hôtel Drouot versteigert. Es war die erste der Moderne gewidmete Auktion und somit die Nagelprobe für Picasso und die Moderne überhaupt. Picasso selbst hatte die kubistische Phase bereits beschritten, womit das Werk bereits als ein Hauptwerk der früheren Phase gegolten hatte. Les Saltimbanques wurde bei 8.000 Franc aufgerufen und letztlich durch Heinrich Thannhauser und seine Münchner Galerie für damals spektakuläre 11.500 Franc ersteigert (ein heutiger Gegenwert von über 100.000 €). Er stach mit seinem Gebot wichtige weitere Kunsthändler wie Alfred Flechtheim aus Düsseldorf und Georg Caspari, ebenfalls aus München, aus. Für die Zeitgenossen wie für den Kunsthandel der Moderne markierte dieser Zuschlag den Sieg der neuen Malerei in Frankreich vor dem Ersten Weltkrieg. Während die Traditionalisten darin ein Zeichen für das nahende „Ende der Kunst“ sahen, stürzten Picassos Freunde, allen voran Max Jacob, aus dem Auktionssaal mit dem Schlachtruf „Auf zu Picasso!“, um ihm die Sensation zu berichten.
Der Dichter Rainer Maria Rilke studierte das Bild bei der Schriftstellerin Hertha Koenig, die das Gemälde im Jahr 1915 bei der Galerie Thannhauser in München auf einen Hinweis Rilkes hin erworben hatte und ließ sich durch die melancholische Stimmung in seiner fünften Duineser Elegie zu folgenden Versen inspirieren: „Wer aber sind sie, sag mir, die Fahrenden, diese ein wenig Flüchtigern noch als wir selbst […] ?“ Hertha Koenig hatte das Gemälde bis zum Jahre 1931 in Besitz. Nach dem Verkauf von Les Saltimbanques an einen Oldenburger Kunsthändler wurde es an den amerikanischen Unternehmer Chester Dale verkauft und gelangte mit dessen Sammlung an die Nationalgalerie in Washington, zu deren Wohltätern er gehörte.
Im Jahr 1913 folgte die gedruckte Serie grafischer Blätter Les Saltimbanques, zu der Picasso die Radierungen bereits 1904/05 angefertigt hatte.

## Titelgebung
Der französische Maler Gustave Doré schuf im Jahr 1874 ein Gemälde mit dem gleichen Namen. „Saltimbanque“ bedeutet genau übersetzt „Salto über eine Bank“.
Unter dem gleichen Namen gibt es eine Opéra-comique in drei Akten, die im Théâtre de la Gaîté am 30. Dezember 1899 in Paris uraufgeführt wurde. Das Libretto stammt von Maurice Ordonneau, die Musik von Louis Ganne.
Der Holländer Folkert de Jong schuf eine Installation mit dem gleichen Titel, die 2007 in der James Cohan Gallery in New York ausgestellt wurde. Die Inspiration zu diesem Werk lässt sich von Picasso herleiten.